# Guillem IV de Nevers
Guillem IV de Nevers, nascut el 1130, mort el 1168, comte de Nevers, d'Auxerre i V de Tonnerre (1161-1168), fill de Guillem III de Nevers, comte de Nevers, d'Auxerre i IV de Tonnerre, i d'Ida de Sponheim
Es va casar amb Elionor de Vermandois. No va tenir fills i el va succeir el seu germà Guiu de Nevers.